# Bartholomäus Reusner
Bartholomäus Reusner (auch: Reußner, Reissner; * 1565 in Breslau; † 16. November 1629 in Wittenberg) war ein deutscher Rechtswissenschaftler.

## Leben
Geboren als Sohn des Arztes Bartholomäus Reusner und seiner Frau Katharina (geb. Uthmann), gehörte er väterlicherseits dem Familiengeschlecht der Reusners an, welches sich vor allem im 16. Jahrhundert als Gelehrtengeschlecht hervorgetan hat. Mütterlicherseits war er unter anderem mit Franz Hotomann verwandt. Nach dem Besuch des Gymnasiums in Zittau, zog er an die Universität Straßburg, wo er bei seinem Onkel Nikolaus von Reusner Unterkunft und die Anleitung fand, ein Studium der Rechtswissenschaften zu absolvieren. Als sein Onkel Anfang Februar 1589 einem Ruf an die Universität Jena nachging, folgte er ihm.
Er studierte weitere drei Jahre und promovierte schließlich 1589 mit der Dissertation „de obligatione ex die vel ad diem contracta“ zum Doktor der Rechtswissenschaften. Wie bei allen Familienangehörigen der Reusners nachweisbar, verfügte auch Bartholomäus über eine umfangreiche polyhistorische Ausbildung. So war er in der griechischen, hebräischen, französischen in italienischen Sprache bewandert, aber ebenso verfügte er über ein umfangreiches Wissen in der Astronomie, Geometrie, Musik und Poesie. Anfang des Jahres 1594 wurde er an der Universität Wittenberg zum Professor der Institutionen ernannt. Seine Aufgaben in der Wittenberger Juristenwelt waren umfangreich, verbunden mit weiteren Aufstiegen in der Professur, wurde er Assessor des Wittenberger Hofgerichts und Konsortiums, wie auch kursächsischer Appellationsrat.
1608 wurde er als ältestes Mitglied der juristischen Fakultät, Ordinarius der Juristenfakultät, hielt Vorlesungen über den Arrest, außerdem „lectionem ordinariam in Decretalibus“, also die allgemeine Prozessordnung. Er beteiligte sich im Auftrag des Kurfürsten an den Kirchenvisitationen, verwaltete in den Sommersemestern 1601, 1607, 1617 das Rektorat der Hochschule und wurde 1624 Assessor des Oberappellationsgerichts in Dresden.
Der naturverbundene Reusner, der sich zur Entspannung häufig auf seinem Wittenberger Landhaus aufhielt, verfasste auch religiöse Lieder.
1627 erlitt er einen Herzanfall und bemühte sich um seinen Schwiegersohn als Substitut, bevor er an den Folgen eines weiteren Herzschlages verstarb.
Reusner war zweimal verheiratet. Seine erste Ehe schloss er am 17. November 1601 mit Dorothea (* 20. Mai 1585 in Wittenberg), der Tochter des Johann Zanger der Jüngere, die ihm sieben Kinder gebar. Seine Zweite Frau Dorothea Brakelin stammte aus livländischem Adelsgeschlechte, welche er als Witwe des dänischen Fischmeisters Johann Schreiter geheiratet hatte. Diese Ehe blieb kinderlos. Bekannt sind die Kinder Johann Bartholomäus Reusner und Maria Magdalena Reusner die am 18. Februar 1624 Georg Schultze heiratete. Die Tochter Anna Dorothea Reusner (* 24. Juni 1611 in Wittenberg; † 25. Oktober 1658 ebenda) heiratete in erster Ehe den Juristen Arnold Still und in zweiter Ehe den Juristen Gottfried Suevus der Ältere.

## Schriften
- Discursum philosophicum contra novatores & abusores legum corruptores. Wittenberg 1601.
- De obligationibus ex die vel ad diem contactis. Wittenberg 1601.
- De moneta.
- De mutua conjugum successione.
- De foro competenti.
- De recusatione judicis suspecti.
- De consuetudine.
- De conceptione libellorum.